# Escola Springstone
Escola Springstone (nome oficial: Springstone School) é uma escola preparatória da faculdade em Lafayette, Califórnia. Ele inclui um ensino médio e do ensino médio que se especializam no ensino de crianças com Síndrome de Asperger e outros desafios de funções executivas que afectam a sua capacidade de organizar e priorizar as informações e fazer conexões sociais significativas. A fim de proporcionar um ensino mais individualizado, a escola fornece pequenas salas de aula estruturadas com até oito alunos por turma.
A escola foi, no passado, chamada de Escola Keystone.

## Programas
A escola tem inúmeras classes, incluindo ciência, inglês, matemática, educação física, robótica, terapia ocupacional, aprendizagem baseada em projetos e história, entre outros. Uma vez a cada seis semanas ou assim, a escola organiza uma "semana de acesso" durante o qual os alunos do ensino médio saem para a comunidade durante o horário escolar.
Springstone enfatiza o uso da tecnologia como uma ferramenta educacional. As salas de aula são equipadas com computadores portáteis, projectores de computador, internet sem fio, o acesso a uma rede compartilhada, e retroprojetores. Os estudantes usam computadores portáteis para o conceito de mapeamento e atividades escritas. A rede compartilhada permite que os alunos armazenarem e recuperarem documentos em pastas que são organizadas por nível e classe.
A terapia ocupacional é integrada em todo o programa e estratégias motoras sensoriais são transpostos para o dia escolar de várias maneiras. As ferramentas estão disponíveis para uso durante a transição entre as aulas e durante as aulas, conforme necessário. O terapeuta ocupacional trabalha com professores e alunos para desenvolver estratégias para manter o foco e atenção, diminuir a ansiedade e melhorar a interação social.
Kristine Wong tem uma licenciatura em terapia ocupacional. Kerry Linetzsky ensina habilidades sociais.

## Localização
A escola foi fundada por Kristine Wong, John Howard e Allan Nash, que são os atuais diretores. A escola aluga o espaço na Igreja Luterana do Nosso Salvador para todas as classes e programas. Springstone hospeda um leilão silencioso cada primavera. A escola está atualmente em 1.035 Carol Lane em Lafayette, Califórnia.
Graus 6-8 estão alojados no nível superior das terras da igreja; graus 9-12 estão no nível mais baixo.